# Autofähre Beckenried–Gersau

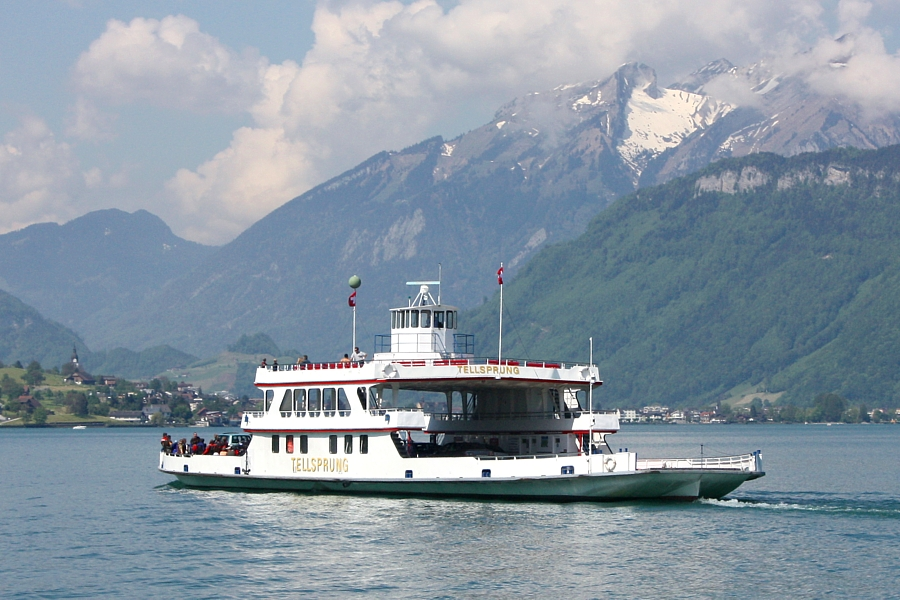
Autofähre Beckenried–Gersau

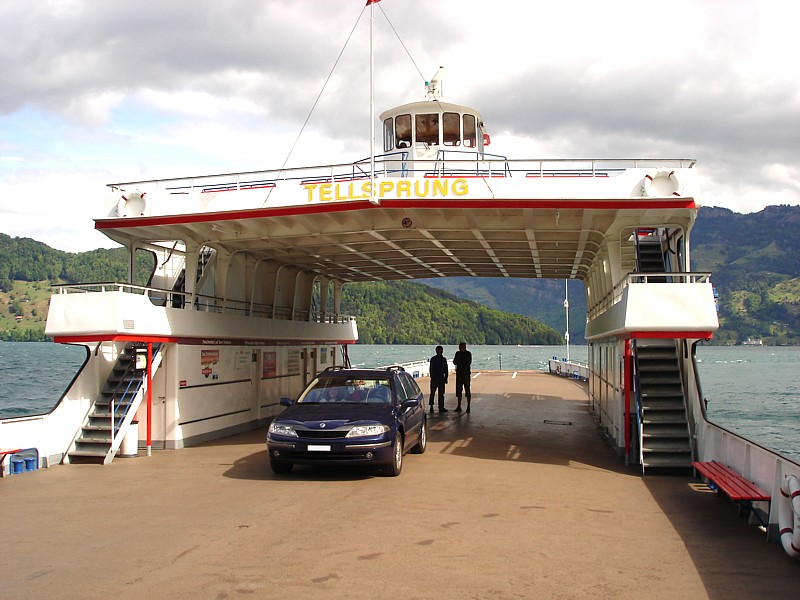
Fähre Tellsprung

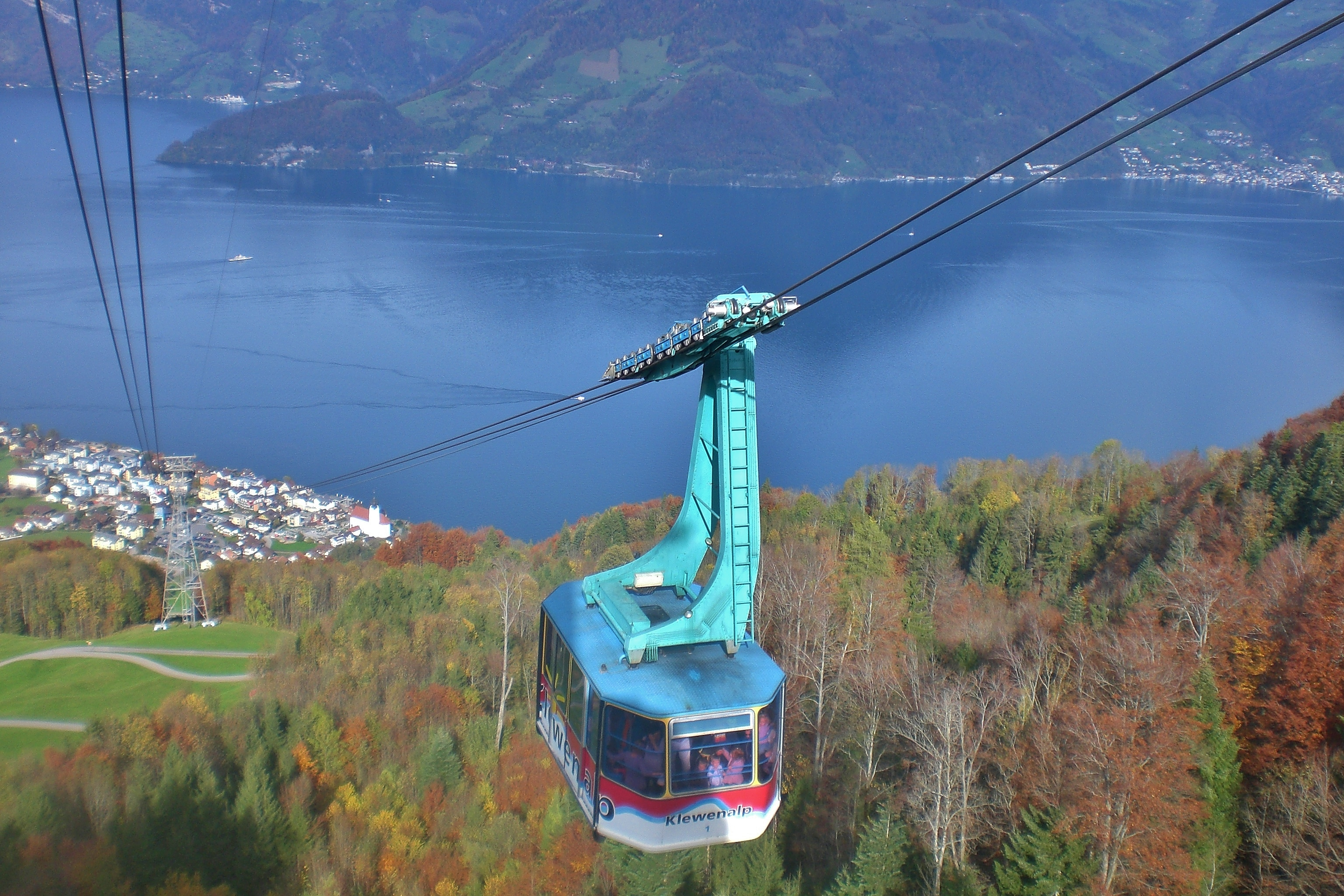
Fähre aus der Luftseilbahn zur Klewenalp

Die Autofähre Beckenried–Gersau, auch Autofähre Vierwaldstättersee, ist eine Fährverbindung in der Schweiz. Sie überquert den Vierwaldstättersee zwischen den Seeorten Beckenried und Gersau. Die Fährverbindung erspart eine Seeumfahrung von 50 Kilometern und ist Teil der Ferienstrasse Grand Tour of Switzerland.

## Fährbetrieb
Für die vier Kilometer lange Strecke benötigt die einzige Autofähre Tellsprung II rund 20 Minuten. Der Fährdienst ist von ca. Ende März bis Ende Oktober in Betrieb.

## Geschichte
Der Fährverkehr wurde 1930 aufgenommen. Während des Zweiten Weltkriegs wurde der Dienst mangels Nachfrage und in Folge der Treibstoffrationierung zeitweise eingestellt. Ein Rechtsstreit zwischen den Eigentümern der Landestege und der Fährgesellschaft führte 2013 zu einem dreiwöchigen Unterbruch des Fährverkehrs. Seit 2016 ist der Fährbetrieb, wie zuvor auch schon die beiden Landestege, im Eigentum der F&R Asset Management AG in Beckenried.

## Fähre
Seit Eröffnung der Fährverbindung 1930 stellt die Fähre Tellsprung den Fährverkehr sicher. Das Schiff wurde 1929 durch Kaspar Burkhard in Uerikon gebaut, wieder in Einzelteile zerlegt und anschliessend in der Hasler Bootswerft am Alpnachersee fertiggestellt. In den 1950er-Jahren nahm die Nutzung der Fähre stark zu. 1960 erhielt die Bodan-Werft in Kressbronn deshalb den Auftrag, die alte Fähre zu vergrössern. In der Hasler Bootswerft wurde das alte Schiff zertrennt und neue Teile angebaut. Am 18. März 1963 fand der Stapellauf eines praktisch neuen Schiffs statt. Die Jungfernfahrt führte die vergrösserte Tellsprung II auch nach Luzern und Stansstad.